# Piercing de espartilho

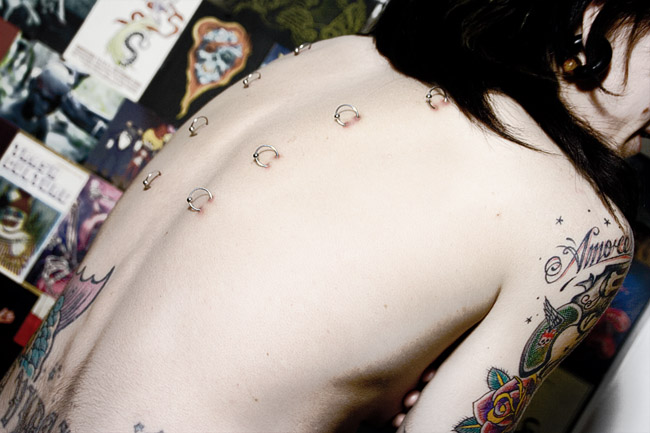
Piercing de espartilho

Piercing de espartilho ou corset piercing é uma técnica de modificação corporal que consiste na perfuração das costas em sequência, onde são inseridos piercings. Nestes é possível traçar uma fita que assemelha-se a um espartilho. Esta arte não é necessariamente realizada nas costas, abrangendo a panturrilha, pescoço ou braços.